# Sony Tower
Le 550 Madison Avenue ex Sony Tower est un gratte-ciel offrant 76 000 m2 de superficie de bureaux et de 197 mètres de hauteur, construit à New York de 1980 à 1984 au 550 Madison Avenue. Conçu par Philip Johnson et son associé John Burgee, il a rompu avec le style international purement géométrique en vigueur depuis les années 1950 et marque l'entrée de l'architecture moderne dans le post-modernisme.
Le gratte-ciel qui s'appelait initialement AT&T Tower est devenu Sony Tower quand il a été vendu en 1992 à la société Sony qui abrite dans l'immeuble son siège social pour les États-Unis. La façade est revêtue de plaques de granite.
En janvier 2013, Sony annonce la vente de l'immeuble pour un montant proche de 1,1 milliard de dollars. En faisant à cette occasion une plus-value de 770 millions de dollars, cette vente fait partie du plan d'économie de Sony alors en difficulté financière. Néanmoins, la société occupera les bureaux pendant encore trois ans,.